# Alchemilla asteroantha
Alchemilla asteroantha är en rosväxtart som beskrevs av Werner Hugo Paul Rothmaler. Alchemilla asteroantha ingår i släktet daggkåpor, och familjen rosväxter. Inga underarter finns listade i Catalogue of Life.